# Voivodato de Biała Podlaska
Biała Podlaska (polaco: województwo bialskopodlaskie) fue un voivodato del este de Polonia constituido el 1 de junio de 1975 y abolido el 31 de diciembre de 1998 por sendas reformas del gobierno local. El total de su territorio procedía del voivodato de Lublin existente entre 1945 y 1975. Limitaba al este con la Unión Soviética y tras su disolución con Bielorrusia, además de con otros cuatro voivodatos de Polonia: al norte con Białystok, al sur con Chełm y Lublin y al oeste con Siedlce. Estaba dividido en cuarenta y un municipios, seis de ellos con el estatus de ciudad, y su capital era la localidad de Biała Podlaska. Tras su abolición, el voivodato pasó de nuevo a formar parte de Lublin.
- Datos: Q1341945
- Multimedia: Biała Podlaska Voivodeship / Q1341945